# Орта-Джами
Орта́-Джами́ (крымскотат. Orta Cami — «средняя мечеть») — мечеть, расположенная в исторической части города Бахчисарай, Крым, недалеко от ханского дворца.

## История
Раннее упоминание о мечети Орта—Джами относится к 1674 году (1085 по Хиджре). Считалась главной пятничной мечетью крымского ханства. Была окончательно достроена и оформлена между 1737 и 1743 годами братьями Менгли II и Селяметом II — ханами крымского ханства, сыновьями Хаджи Селим Герая.
Согласно архивным данным следует, что в 1861 году мечеть подверглась капитальной перестройке и, судя по всему, приобрела нынешний архитектурный вид.
С 1929 года мечеть была закрыта для посещений и стала использоваться как дом культуры и кинотеатр. В том же году была внесена в список культовых зданий, находящихся на учете Крымского комитета охраны памятников искусства, старины и народного быта (Крымохрис).

## Современное состояние
Решением 20-й сессии Бахчисарайского совета 23 созыва от 16 июля 2001 года здание мечети было возвращено мусульманской религиозной общине «Мустафа-Джами». В 2012—2013 годах по инициативе бахчисарайской семьи Умеровых была проведена историческая реконструкция здания, о чём впоследствии была сделана надпись на стене обновлённой мечети. В 2013 году, после окончания реконструкции, спустя почти 90 лет, был снова проведен пятничный намаз, а сама мечеть была безвозмездно передана Духовному управлению мусульман Крыма (ДУМК) и стала открытой для посещения.